# Pilea minutiflora
Pilea minutiflora là loài thực vật có hoa trong họ Tầm ma. Loài này được Krause miêu tả khoa học đầu tiên năm 1906.